# Государственная уставная грамота Российской империи
Государственная уставная грамота Российской империи (фр. Charte constitutionnelle de l'Empire de Russie) — реформаторский проект конституции Российской империи, разработанный по заданию императора Александра I под общим руководством Н. Н. Новосильцева к 1820 году.

## История
По окончании наполеоновских войн в Россию стали возвращаться  офицеры и ополченцы, которые смогли увидеть в странах Европы несколько иные порядки. В надежде на изменения, они стали формировать тайные общества. Император видел, что прогрессивная часть дворянства ждёт от него возобновления прерванной конституционной реформы. Ответом на эти чаяния должен был стать проект Новосильцева, ранее участвовавшего в разработке хартии Царства Польского.

## Содержание
«Уставная грамота» предусматривала создание двухпалатного парламента — Государственного сейма, состоящего из Сената и Посольской избы, — и двухпалатных представительных органов (сеймов) в наместничествах (группах губерний), разделение властей: Верховный государственный суд выделялся из Сената, становившегося верхней палатой законодательного Государственного сейма, а исполнительная власть оставалась в руках монарха.
Впервые предполагалось ввести федеративное деление страны на десять округов (по Грамоте: наместничеств). Они, в свою очередь, делились на губернии, а те — на уезды, уезды — на округа. В каждом наместничестве был свой сейм, но его полномочия не были чётко определены. Местный сейм также был двухпалатным: верхняя палата — это департамент реорганизованного Сената, нижняя — из числа депутатов (по трое от каждого уезда).
Разработчики грамоты впервые в истории России предполагали закрепить ряд прав человека и провозгласить свободу печати: «никто не мог быть арестован без предъявления обвинения; никто не мог быть наказан иначе, как по суду».
Французский оригинал текста грамоты был написан юристом П. И. Пешар-Дешаном. Князь Петр Андреевич Вяземский осуществил перевод грамоты на русский язык, редактировал текст и осуществлял его общую доработку. «Уставной грамоте» было суждено стать последним реформаторским проектом александровского царствования. Проект конституции, отвергнутый императором, был опубликован повстанцами во время польского восстания 1830 года.